# Acropora gemmifera
Espèce
Statut de conservation UICN

 LC  : Préoccupation mineure
Statut CITES
Acropora gemmifera est une espèce de coraux appartenant à la famille des Acroporidés.
C'est un corail très courant dans le bassin indo-pacifique tropical, notamment dans l'océan Indien occidental.

## Description et caractéristiques
Acropora gemmifera fait partie des acropores digités (en forme de doigts) : il forme des colonies à étalement horizontal, constituée de bras disposés en corymbe et formant des colonnes verticales sub-coniques, trapues et arrondies à la pointe, où elles sont terminées par une petite corallite axiale visible au centre d'un mamelon lisse. Les corallites radiales sont grossièrement alignés, et de longueur décroissante vers la pointe. 
Ce corail est généralement de couleur crème, mais peut être plus ou moins coloré de bleu ou de brun, avec souvent la pointe d'une couleur différente (que ce soit blanc pur ou d'une couleur vive).
Ce corail peut être facilement confondu avec les autres coraux digités du genre Acropora, tels que Acropora digitifera, Acropora humilis, Acropora monticulosa...

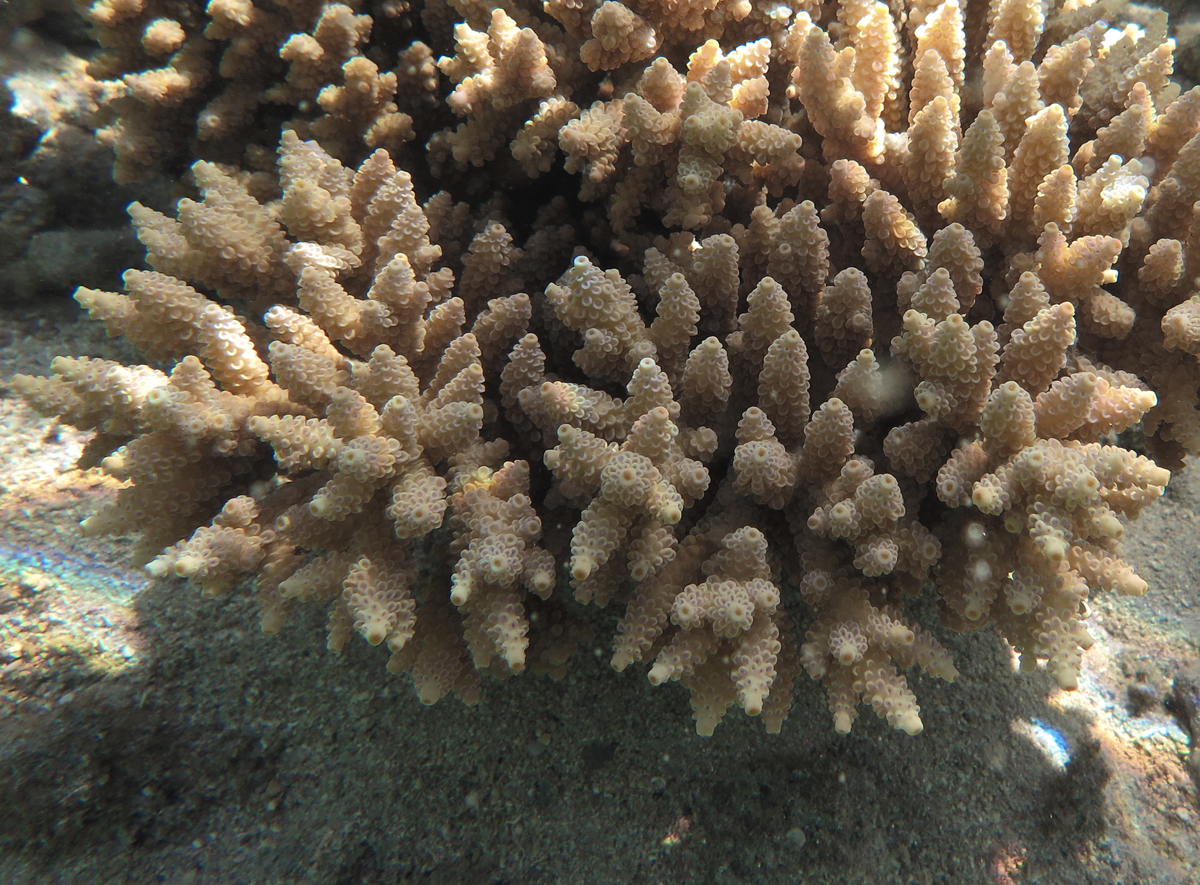
Acropora gemmifera à La Réunion.
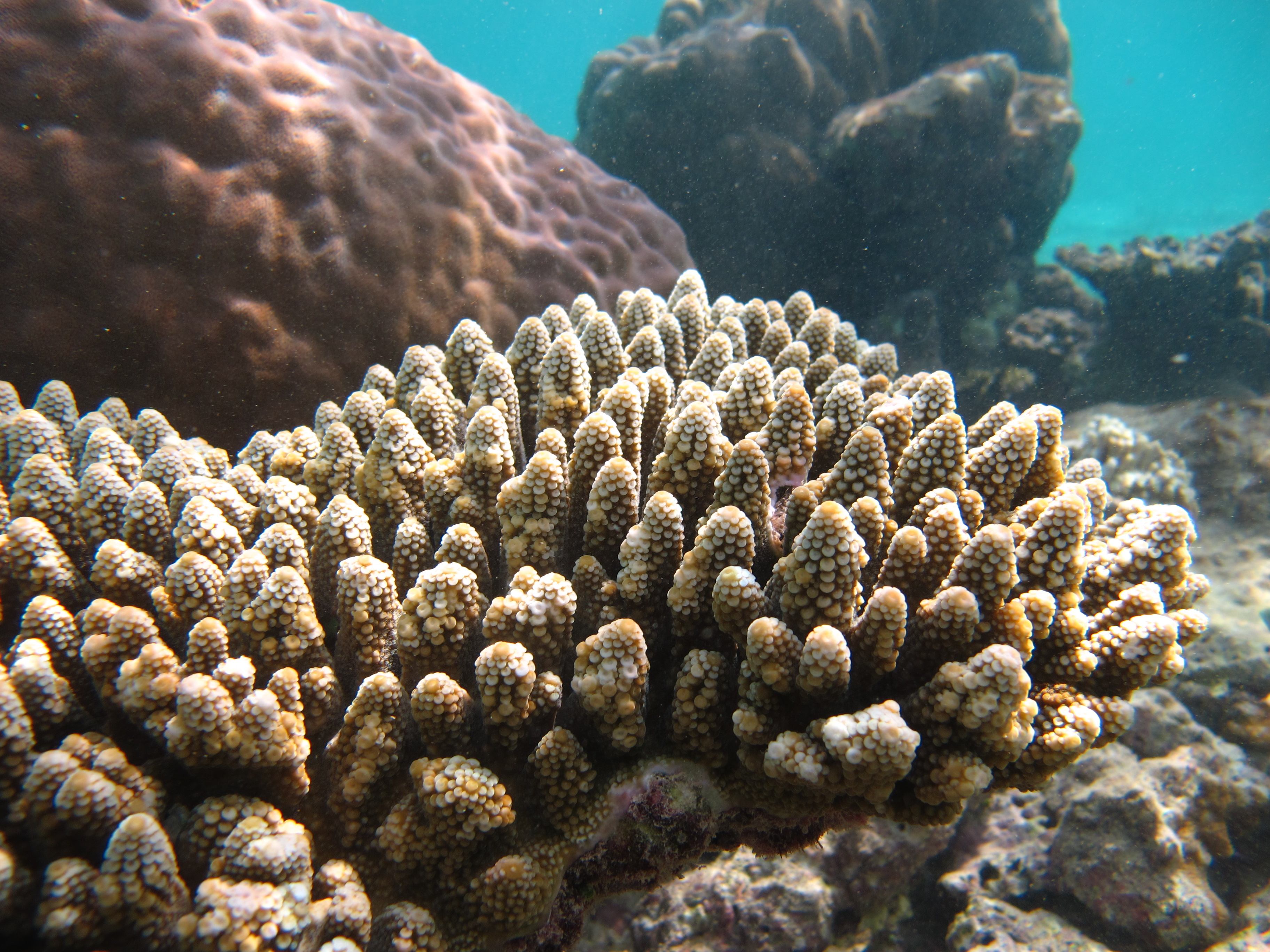
Aux Maldives
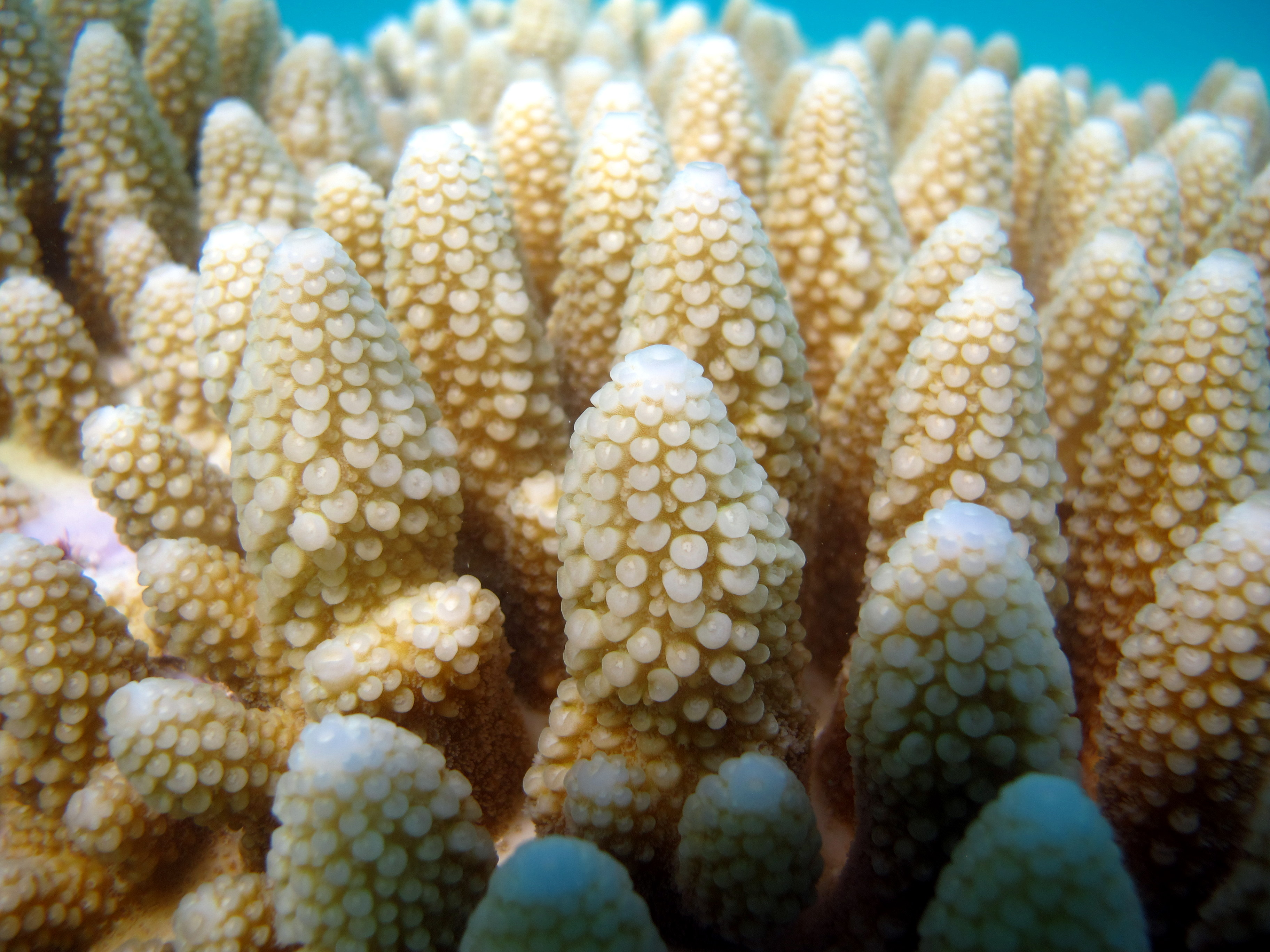
Gros plan sur les corallites.

## Répartition et habitat
Ce corail se retrouve dans tout l'Indo-Pacifique tropical, et notamment dans l'océan Indien occidental : Mer Rouge, côte est-africaine, Madagascar, Mascareignes... Mais on la trouve aussi très bien représentée dans la Grande barrière de corail et jusqu'à Hawaii. C'est une espèce relativement commune et abondante, notamment sur la partie exposée des récifs de corail et sur les platiers.
On trouve ce corail à faible profondeur (1-15 m, surtout dans les 5 premiers mètres), car il a besoin de soleil pour sa croissance.

## Menaces
Cette espèce de corail n'est pas menacée individuellement (l'IUCN la classe comme « non menacée »), mais la régression marquée des récifs de corail depuis le XXe siècle due à la pollution, au réchauffement planétaire et à l'acidification des eaux, fait peser de lourdes menaces sur sa population à moyen terme. Elle figure donc à la seconde annexe de la CITES.
Ce corail est sensible au phénomène de blanchissement des coraux, et est une proie de choix pour certains animaux corallivores comme l'étoile dévoreuse de coraux Acanthaster planci.

## En aquarium
Cette espèce est appréciée en aquariophilie récifale, mais sa maintenance y est complexe, et doit être réservée aux aquariophiles chevronnés.